# Krnjeza
Krnjeza je rijeka u Hrvatskoj. Desna je pritoka rijeke Krupe, koja se ulijeva u donju Zrmanju.

## Osnovni podatci
Krnjeza je kratka krška rijeka koja teče kroz Bukovicu. Duga je manje od jednog kilometra i suha je većinu godine.